# Paule Brunelle

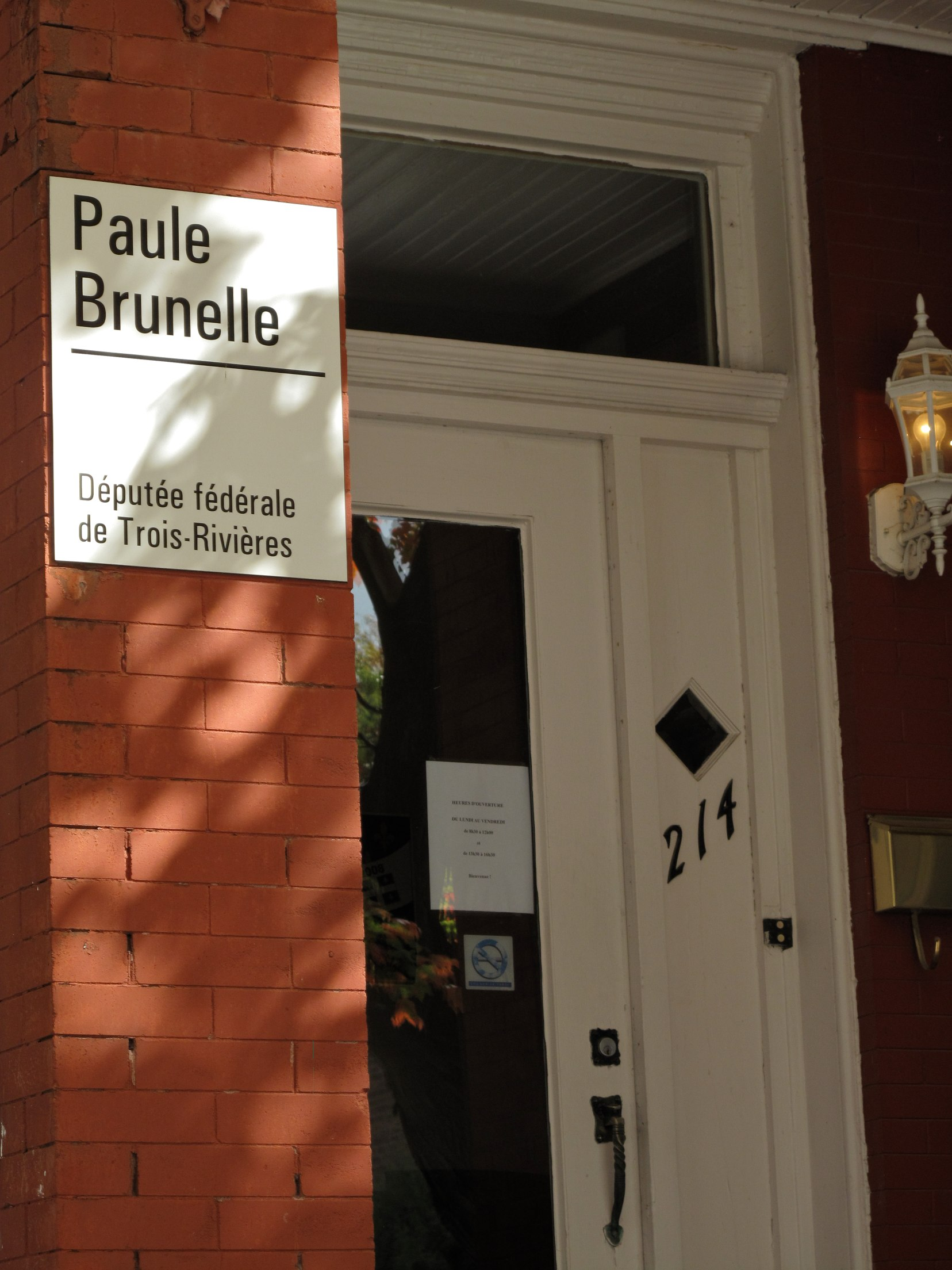
L'entrée du bureau de la députée Paule Brunelle.

Paule Brunelle (née le 21 août 1953) est une femme politique canadienne. 

## Biographie
En 2004, elle fut élue députée à la Chambre des communes du Canada, représentant la circonscription québécoise de Trois-Rivières depuis 2004 sous la bannière du Bloc québécois. Elle fut porte-parole du Bloc en matière d'Industrie.
Réélue en 2006 et en 2008, elle fut défaite par le néo-démocrate Robert Aubin en 2011.
Elle est mariée avec le géographe Jean-Pierre Chartier, professeur au Collège Shawinigan et expert du ministère de l'environnement du Québec.